# BOE解忧实验室
《BOE解忧实验室》（BOE’s Wonder Lab of Worry Solutions）是由中国科技企业京东方首档自制的技术科普综艺节目，于2022年9月2日首播，第二季2023于7月12日播出，第三季于2024年9月20日完结。
出场嘉宾有：斓曦、阎鹤祥、张紫宁、杜海涛、程璐等明星。